# Adolf Fridrich VI. Meklenburský
Adolf Fridrich VI. Meklenbursko-Střelický (německy: Adolf Friedrich VI. von Mecklenburg-Strelitz; 17. června 1882 – 23. února 1918) byl v letech 1914 až 1918 poslední meklenbursko-střelický velkovévoda.

## Původ
Adolf Fridrich Meklenbursko-Střelický se narodil 17. června 1882 v Neustrelitzu jako syn meklenburského prince Adolfa Fridricha V. a jeho ženy Alžbětě Anhaltské, jako třetí dítě a nejstarší syn. Měl mladšího bratra Karla Borwina, který se měl oženit a být pokračovatelem rodu. Byl ale zabit při souboji s hrabětem Georgem Jametelem v roce 1908.
Po smrti děda v roce 1904 se stal následníkem trůnu a dědičným velkovévodou. Jeho otec ale vládl jen deset let a zemřel krátce před začátkem první světové války. Jediným právoplatným a nemorganatickým následníkem velkovévodského trůnu se stal jeho bratranec vévoda Karel Michael, který ale žil v Rusku, kde sloužil v ruské armádě. Ten také zaslal v roce 1914 bratranci dopis s tím, že se chce vzdát práva na trůn.

## Smrt
Dne 23. února 1918 spáchal Adolf Fridrich VI. v Neustrelitzu sebevraždu, díky čemuž nastala v Meklenbursku-Střelicku následnická krize, jelikož jediný právoplatný následník vévoda Karel Michael, který byl následníkem od roku 1914, žil trvale v Rusku, které válčilo s Německem. Stejné stanovisko v otázce následnictví zaujal Karl Michael i v roce 1918 a odmítl opustit Rusko. Meklenbursko-Střelický trůn by tak zřejmě připadl druhorozenému synovi Fridricha Františka IV., Kristiánovi Ludvíkovi, s čímž počítal i Adolf Fridrich. Proto také ve své vůli odkázal dalšímu vzdálenějšímu potenciálnímu dědici trůnu meklenbursko-zvěřínskému princi Kristiánovi Ludvíkovi nashromážděný majetek přibližně ve výši 30 milionů marek, pokud se ovšem stane meklenbursko-střelickým velkovévodou a usídlí se v Neustrelitzu. V opačném případě se částka měla snížit na 3 miliony marek.
Ovšem než k tomu mohlo dojít Německo prohrálo válku a všechny německé monarchie padly. Od smrti Adolfa Fridricha až do pádu německých monarchií vykonával funkci velkovévody jako regent meklenbursko-zvěřínský velkovévoda František Fridrich IV.

## Tituly
- 1882–1904: Jeho výsost vévoda a princ meklenbursko-střelický
- 1904–1914: Jeho královská výsost dědičný velkovévoda meklenbursko-střelický
- 1914–1918: Jeho královská výsost velkovévoda meklenbursko-střelický, kníže Wendů, zvěřínský a ratzeburský, hrabě zvěřínský, pán Rostocku a Stargardu